# BranchOut
BranchOut é um aplicativo do Facebook desenvolvido para encontrar empregos, trabalhar em rede profissionalmente e recrutar funcionários. Foi fundada por Rick Marini em julho de 2010 e era, em março de 2012, o maior serviço de rede profissional no Facebook.

## História
O BranchOut foi lançado em junho de 2010 como um aplicativo do Facebook. Rick Marini, fundador e CEO da SuperFan, recebeu uma ligação de um amigo perguntando se ele conhecia alguém em uma empresa em particular. Marini sabia que ele tinha uma conexão mútua, mas não conseguia se lembrar da pessoa especificamente.  Ele não conseguiu encontrar a conexão pesquisando no Facebook e perguntou se o Diretor de Engenharia da SuperFan poderia criar um widget para realizar a tarefa.
Em julho de 2010, Marini lançou o BranchOut.
Em setembro de 2010, a BranchOut anunciou uma rodada de financiamento da Série A de US$ 6 milhões liderada pela Accel Partners , Floodgate e Norwest Venture Partners, com investimentos adicionais de fundadores e executivos do Napster, Facebook, WordPress e Google.
Em janeiro de 2011, a base de usuários do BranchOut cresceu um fator de 25, passando de 10.000 para 250.000.
Em maio de 2011, o BranchOut listou 3 milhões de empregos em aberto (provenientes da Indeed.com) e 20.000 estágios e estava ativo em 60 países e está disponível em 15 idiomas.
Apesar de arrecadar um total de US $ 49 milhões, os usuários do BranchOut caíram e a empresa foi relançada como um aplicativo de 'bate-papo no local de trabalho'.

## Estrutura do site
O BranchOut é um aplicativo gratuito do Facebook que permite aos usuários criar perfis profissionais que incluem seu histórico de trabalho e educação (informações pessoais, como álbuns de fotos e atualizações de status, não estão incluídas nesses perfis). Depois que o usuário instala o aplicativo, é exibido um painel que mostra os relacionamentos corporativos do usuário.
O BranchOut possui três tipos de produtos empresariais para candidatos a emprego e recrutadores: anúncios de emprego, CareerConnect e RecruiterConnect.  O recurso de anúncios de empregos sociais permite que as empresas publiquem anúncios de emprego em suas páginas de fãs no Facebook e permite que candidatos a emprego se candidatem a vagas em aberto.
O BranchOut gera receita a partir de postos de trabalho e soluções empresariais.